# Kidal Airport
Kidal Airport är en flygplats i Mali.   Den ligger i regionen Gao, i den östra delen av landet, 1 200 km nordost om huvudstaden Bamako. Kidal Airport ligger 460 meter över havet.
Terrängen runt Kidal Airport är platt.  Trakten runt Kidal Airport är nära nog obefolkad, med mindre än två invånare per kvadratkilometer. Närmaste större samhälle är Kidal, 1,2 km nordväst om Kidal Airport. Trakten runt Kidal Airport är ofruktbar med lite eller ingen växtlighet.